# Nanonemoura wahkeena
Nanonemoura wahkeena är en bäcksländeart som först beskrevs av Jewett 1954.  Nanonemoura wahkeena ingår i släktet Nanonemoura och familjen kryssbäcksländor. Inga underarter finns listade i Catalogue of Life.